# Mordor
Na obra de J. R. R. Tolkien, Mordor é a região ocupada e controlada por Sauron, no sudeste do noroeste da Terra Média e ao leste do Anduin, o grande rio. Orodruin, um vulcão em Mordor, era o destino da Sociedade do Anel (e mais tarde Frodo Baggins e Samwise Gamgee) na missão de destruir o Um Anel.
Mordor era único por causa das três enormes cadeias de montanhas que o rodeiam, a partir do norte, do oeste e do sul. Ambas as montanhas protegiam a terra de uma invasão inesperada por qualquer uma das pessoas que viviam nessas direções e mantinha aqueles que viviam no local fáceis de escapar. Tolkien relatou ter identificado Mordor com o vulcão de Stromboli, na Sicília.

## O nome
Mordor significa "terra negra" na linguagem inventada por Tolkien, Sindarin. O prefixo "mor" (negro) também aparece em  Moria (abismo negro). "Dor" (terra) também aparece em Gondor (terra de pedra) e Doriath (terra gradeada).
Uma etimologia proposta fora do contexto da Terra Média é a palavra em inglês antigo morðor, que significa "pecado mortal" ou "assassino" (é a palavra ancestral de "murder", assassino em Inglês). Não é incomum ver os nomes na ficção de Tolkien terem significados de relevância em várias línguas, tanto inventadas por Tolkien como outras. Mordor é também um nome citado em algumas mitologias nórdicas, referindo-se a um local aonde os seus cidadãos praticam o mal sem o saber, sendo esse mal imposto a eles pela sociedade criada havia muito com esse propósito, o que se enquadra perfeitamente com a Mordor de Tolkien.
Uma exposição de arte intitulada "The Making of Mordor" na Galeria de Arte de Wolverhampton (2014) afirma que as siderurgias e altos-fornos da região da Midlands Ocidentais inspirou a visão de Tolkien, e seu nome Mordor. Esta área industrializada era conhecido como "País Negro".

## História

### A Primeira Era
Mordor surgiu logo no princípio da Primeira Era. Era um resquício dos devastadores feitos de Morgoth. O território recebeu o nome de Mordor antes mesmo que Sauron nele se estabelecesse, por causa do seu vulcão Orodruin e suas erupções.

### Segunda Era
Sauron se estabeleceu em Mordor logo depois do final da Primeira Era, e ela permaneceu sendo o pivô de suas contemplações malignas por toda a Segunda e Terceira Eras da Terra Média. No extremo noroeste de Mordor ficava o Monte Doom, ou "Montanha da Perdição" (cujo nome original, na língua local, era Orodruin), onde Sauron forjou o Um Anel. Próximo ao vulcão ficava a fortaleza de Sauron, Barad-dûr.
Durante dois mil e quinhentos anos, Sauron reinou sobre Mordor ininterruptamente. Portando o Um Anel,  foi a partir dali que ele lançou o ataque contra os Elfos de Eregion. Ele foi repelido pelos homens de Númenor. Ele lutou contra os homens novamente, quase mil anos depois; porém, desta vez, ele foi capturado pelos homens de Númenor, e levado até o seu reino na ilha do mesmo nome, eventualmente causando a sua destruição (ver em Akallabêth). Imediatamente após a destruição de Númenor, Sauron retornou a Mordor na forma de um espírito (sem corpo físico), e retomou seu reinado.

### A Última Aliança, e os Tempos Posteriores
O reinado de Sauron foi interrompido novamente quando seus esforços para derrotar os Elfos e Homens sobreviventes falharam, e estes contra-atacaram, lutando até penetrar nos domínios do inimigo. Depois de muitos anos de cerco, as forças da Última Aliança dos Elfos e dos Homens entraram em Mordor. Sauron foi derrotado em uma batalha final aos pés do Orodruin, e por cerca de mil anos, Mordor foi vigiado por Gondor para prevenir que quaisquer forças malignas entrassem ou saíssem de lá.
Porém, a longo termo Gondor falhou, e sem guardas, Mordor começou a se armar de entidades malignas novamente. Minas Ithil foi conquistada pelos Nove Nazgûl; outras fortificações que foram dispostas para defender Gondor da ameaça representada por Mordor acabaram se tornando meios de proteger Mordor. Quando Sauron finalmente retornou após sua suposta derrota em Dol Guldur (nos eventos que se passaram na época em que Bilbo Bolseiro vivia as aventuras narradas em O Hobbit), Mordor já estava muito bem protegida para ser capturada por qualquer força militar disponível na Terra Média, ao final da Terceira Era. Ao norte de Mordor durante a Guerra do Anel, havia grandes guarnições e verdadeiras indústrias de armas, enquanto ao sul, ao redor do Mar de Núrnen, ficavam os vastos campos que provisionavam os exércitos de escravos trazidos das terras a sul e leste de Mordor.
Depois da derrota final de Sauron, Mordor ficou novamente vazia, pois os Orcs que lá viviam fugiram ou foram mortos. Apesar de destruída por anos de descuidos e abusos, mas mesmo assim ainda capaz de sustentar vida, a terra de Mordor foi doada aos inimigos derrotados de Gondor como uma consolação.

## Geografia
O território de Mordor era protegido em três lados por cadeias de montanhas, dispostas de forma aproximadamente retangular; Ered Lithui ao norte, Ephel Dúath a oeste e sul. A noroeste de Mordor, o profundo vale Udûn era a única entrada para grandes exércitos, sendo o local escolhido por Sauron para construir os portões de Morannon (O Portão Negro).  Em frente ao Morannon, ficava Dagorlad, ou a Planície de Batalha. O forte principal de Sauron, Barad-dûr, ficava localizado no sopé das montanhas de Ered Lithui.  A sudoeste de Barad-dûr ficava o árido platô de Gorgoroth e o Monte Doom, ou Montanha da Perdição; a leste, ficava a planície de Lithlad.  Um caminho estreita dava passagem através de Ephel Dúath, sendo protegida pelo forte de Minas Morgul (conhecido anteriormente como Minas Ithil); uma passagem ainda mais difícil ficava guardada pela aranha gigante Shelob e pelo forte de Cirith Ungol. Outro forte conhecido era Durthang, na parte norte de Ephel Dúath.Entre a enorme planície de Gorgoroth e os maciços internos das Ephel Duáth,ficavam também os declives sinistros do Morgai.
A parte sul de Mordor, Núrn, era ligeiramente mais fértil, e úmida o suficiente para alimentar em seu interior o Mar de Núrnen.
A oeste de Mordor, em uma faixa estreita, ficavam as terras de Ithilien, com a cidade de Osgiliath e o grande rio Anduin; a nordeste, Rhûn; e a sudeste, Khand.A leste ficavam os territórios de Hildoren.
No Atlas da Terra Média, Karen Wynn Fonstad assume que as terras de Mordor, Khand, e Rhûn ficavam onde Mar de Helcar tivera sido, e que o Mar de Rhûn e o Mar de Núrnen seriam o que sobrara dele. No entanto, o atlas foi publicado antes dos  Povos da Terra Média, em que se descrobre que o Mar de Rhûn e Mordor já existiam na Primeira Era.